# Thomas John Joseph Paprocki
Thomas John Joseph Paprocki (Chicago, Illinois, EUA, 5 de agosto de 1952) é bispo de Springfield, Illinois.
O Arcebispo de Chicago, cardeal John Patrick Cody, ordenou-o sacerdote em 10 de maio de 1978.
Em 24 de janeiro de 2003, o Papa João Paulo II o nomeou Bispo Titular de Vulturaria e Bispo Auxiliar de Chicago. O Arcebispo de Chicago, cardeal Francis Eugene George OMI, deu-lhe a consagração episcopal em 19 de março do mesmo ano; Os co-consagradores foram Ricardo Manuel Watty Urquidi MSpS, Bispo de Nuevo Laredo, e Raymond Emil Goedert, Bispo Auxiliar de Chicago.
Em 20 de abril de 2010, o Papa Bento XVI o nomeou ao Bispo de Springfield, Illinois. A posse cerimonial (entronização) ocorreu em 22 de junho do mesmo ano.